# Stazione di Olmeneta
La stazione di Olmeneta è una stazione ferroviaria dell'omonimo comune cremonese, ubicata presso la confluenza delle linee ferroviarie Treviglio-Cremona e Brescia-Cremona.

## Storia
La stazione ferroviaria fu aperta il 1º maggio 1863 all'inaugurazione della linea Treviglio-Cremona, che univa la città del Torrazzo alla linea Milano- Venezia, che allora passava per Bergamo.
Durante la progettazione e la costruzione della linea ferroviaria, l'impianto fu al centro delle discussioni relative alla costruzione della Pavia-Cremona-Brescia. Per tale motivo, la Società delle Strade Ferrate della Lombardia e dell'Italia Centrale decise di predisporre il tronco Olmeneta-Cremona per un eventuale raddoppio, nell'eventualità che fosse approvato il passaggio per il piccolo centro cremonese della tratta Brescia-Cremona.
La costruzione della linea ferroviaria che avrebbe unito le tre città lombarde fu affidata alla Società Italiana per le strade ferrate meridionali, preferita dalla Camera dei deputati alla Società per le Ferrovie dell'Alta Italia (SFAI, denominazione della società lombarda dopo il 1865) per motivi politici e giuridici. La società del conte Bastogi dovette comunque avvalersi del tronco Cremona-Olmeneta. L'impianto fu dotato di un nuovo fabbricato viaggiatori adeguato alle dimensioni di traffico che le due linee avrebbero sostenuto. La Olmeneta-Brescia fu aperta il 15 dicembre 1866.
Due anni dopo, la SFAI acquisì dalla Meridionale la nuova linea e la stazione non fu più gestita in comune dalle due società ferroviarie.
Le vicissitudini dell'impianto seguirono quelle delle due linee ferroviarie: la proprietà fu riscattata dallo Stato nel 1875; nel 1885 rientrò nell'ambito Rete Adriatica, per cui fu nuovamente gestita dalla Società Meridionale. Dopo il 1905, la linea passò alle Ferrovie dello Stato.

## Strutture e impianti

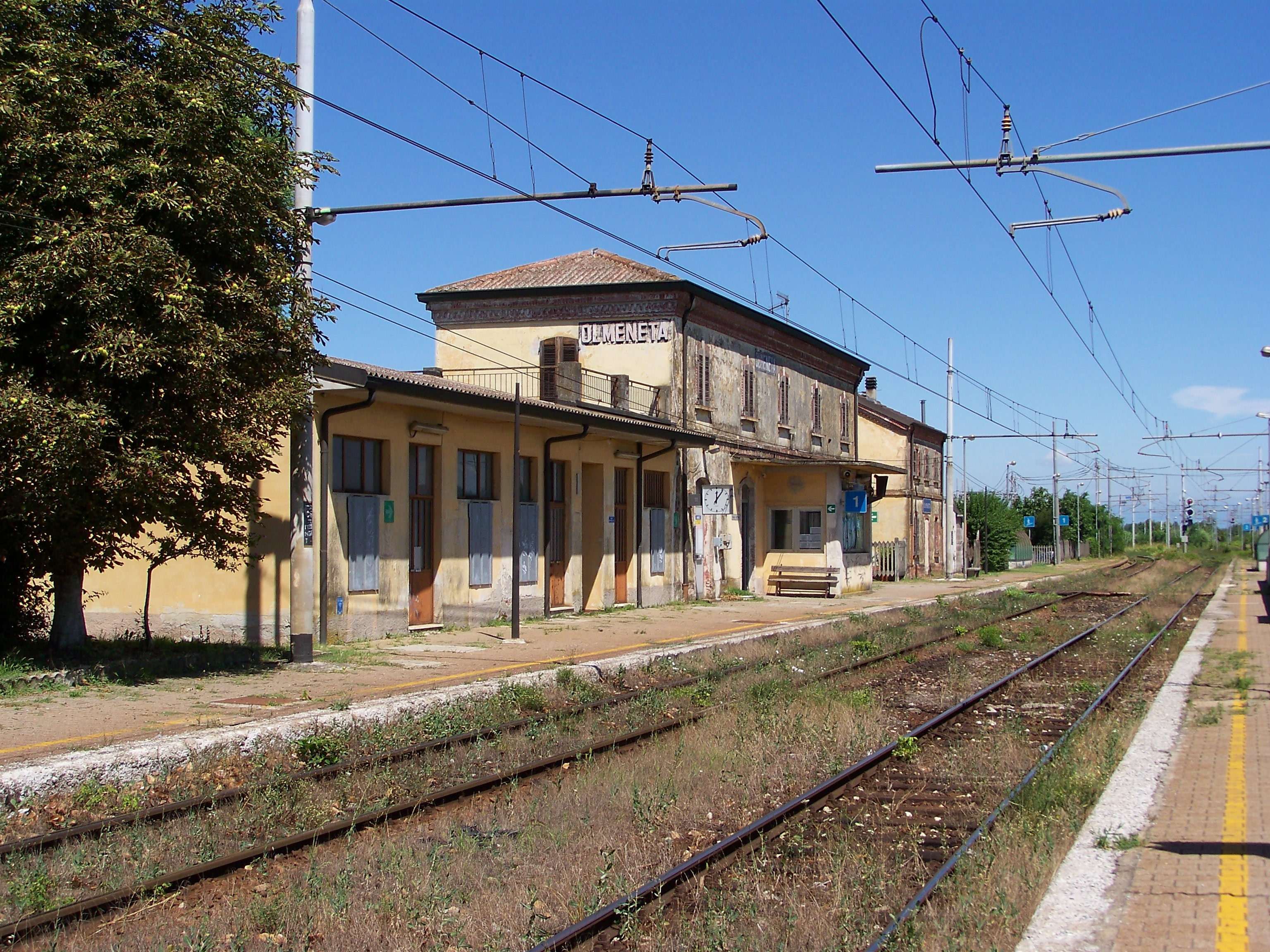
Il piazzale binari

La stazione di Olmeneta è dotata di due fabbricati viaggiatori, uno scalo merci dotato di piano caricatore e di una cabina per la trazione elettrica.
Il piazzale è composto da tre binari, tutti adibiti al servizio viaggiatori. In particolare il primo binario è utilizzato dai treni della linea per Treviglio, mentre il terzo da quelli della linea per Brescia. Il secondo è impiegato per gli incroci di entrambe le linee.
Tra il secondo e il terzo binario è presente una banchina a isola, raggiungibile dal marciapiede del primo binario grazie ad un sottopassaggio accessibile anche all'utenza disabile.

### Altre strutture

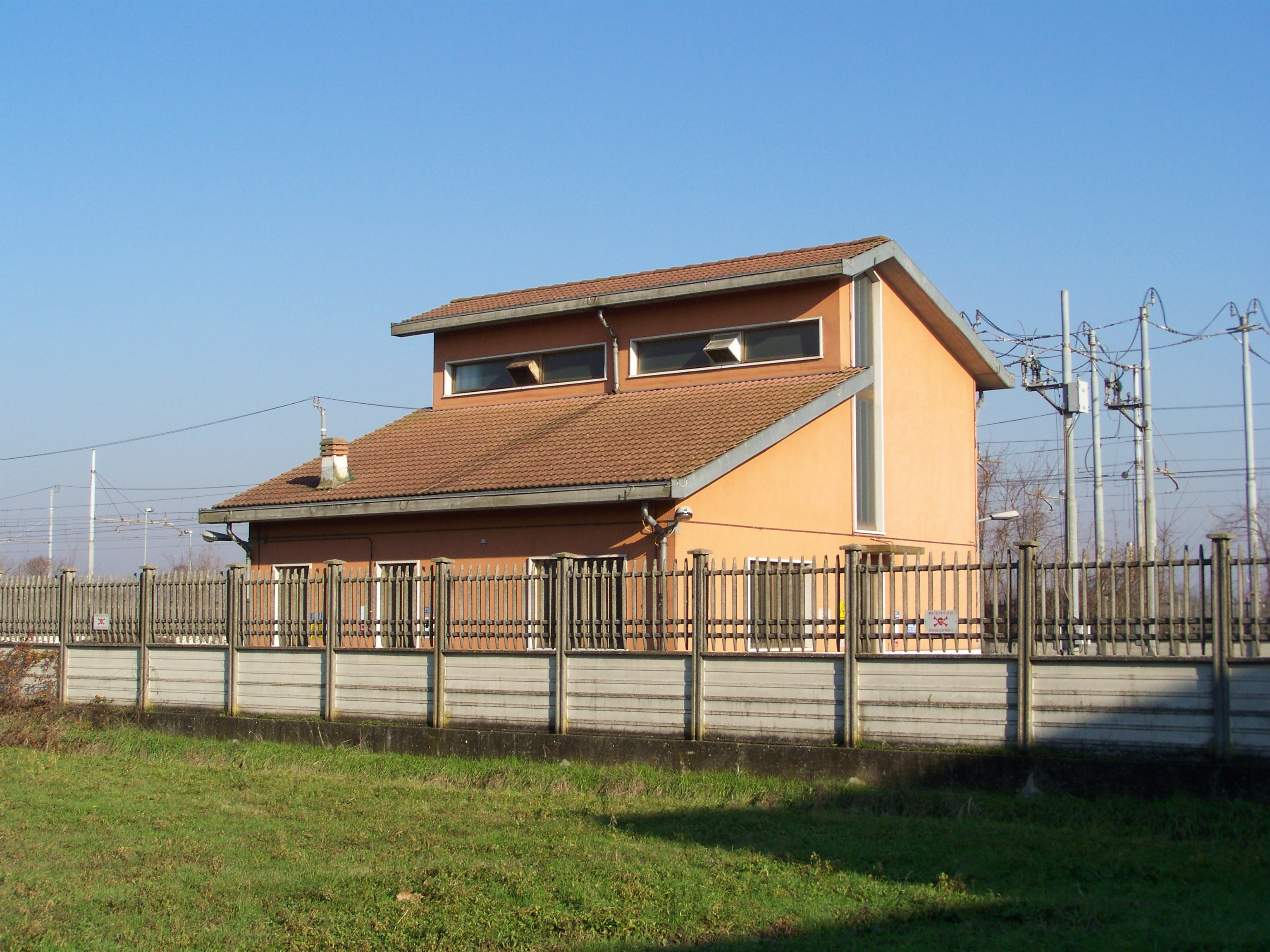
L'edificio della cabina per la trazione elettrica

A meridione del fabbricato principale è situato uno scalo merci, non utilizzato da parecchio tempo. Nella situazione del dicembre 2008, lo scalo è composto da un piano caricatore e da un binario di scalo che si dirama dal primo binario lato Cremona.
A settentrione del fabbricato secondario è posizionata una cabina elettrica.

## Movimento
La stazione è gestita in telecomando dall'impianto di Cremona.
È servita dai treni regionali che espletano servizio su diverse direttrici:
- Brescia-Cremona;
- Treviglio-Cremona;
- Milano Porta Garibaldi-Treviglio-Cremona (solo negli orari di punta[7]).

## Servizi
- Sala d'attesa